# Walterus van Hout
Walterus Henricus Hubertus van Hout (Helmond, 22 juni 1908 – 's-Hertogenbosch, 6 januari 1958) was burgemeester van het Nederlandse Nistelrode.

## Levensloop
Hij werd geboren als zoon van Marinus Petrus Wilhelmus van Hout (1870–1942, manufacturier en later burgemeester van Helmond) en van Cornelia Rademaker (1864–1931).
In 1936 werd Van Hout benoemd tot burgemeester van Nistelrode. Hij bekleedde deze functie tot hij in 1943 werd opgenomen in tuberculose-sanatorium Berg en Bosch in Bilthoven (provincie Utrecht). Zijn taak werd overgenomen door de locoburgemeesters Martinus van den Hurk van 1942 tot 1944 en Janus Bosch van 1944 tot 1945. 
In 1945 keerde Van Hout terug op zijn post als burgemeester, toen de linies van de Duitsers geslecht waren en hij terug kon naar zijn gezin en zijn gemeente.
Na een kortstondig ziekbed overleed Van Hout op 6 januari 1958 in het ziekenhuis Johannes de Deo in 's-Hertogenbosch.

## Lidmaatschappen
Van Hout was lid van allerhande katholieke genootschappen:
- de Retraitepenning;
- Onze Lieve Vrouw van Altijddurende Bijstand;
- het Heilig Hart van Jezus;
- de Voortplanting van het Geloof;
- 't Penningske van Sint Antonis;
- de Aartsbroederschap van O.L. Vrouw van Rust. Deze broederschap werd opgericht door Paus Leo XIII.